# Walter Fernández
Walter Fernández Balufo (Caldes de Montbui, 14 agosto 1989) è un ex calciatore spagnolo, di ruolo centrocampista.

## Carriera
Ha giocato nella massima serie dei campionati ungherese, belga, rumeno e greco.